# Shasta Darlington
Shasta Darlington (Boulder, Colorado) é uma jornalista e correspondente internacional da rede de notícias CNN. Atualmente é chefe da sucursal da rede no Rio de Janeiro e correspondente no Brasil, onde trabalha desde 2012.

## Carreira
Formada pela Middlebury College em Literatura Inglesa e Espanhola, Shasta começou a carreira na Cidade do México como correspondente dos jornais The News em 1994, onde depois se transferiu para o LA Times. Desde então já trabalhou como correspondente para a Bloomberg, Reuters e atualmente está na CNN.
Entre 1997 e 2001 atuou no Brasil como correspondente da América Latina e em informações jornalísticas internacionais para a Bloomberg e Reuters. Em seguida ficou quatro anos como correspondente da Reuters na Itália, onde participou da cobertura da morte do Papa João Paulo II e o tumultuado governo do ex-Primeiro Ministro italiano Silvio Berlusconi. Em 2006 se juntou a CNN e foi a correspondente internacional da própria rede de notícia em Havana, Cuba, durante cinco anos e meio.
Na ilha cubana, Shasta foi responsável por matérias em inglês e espanhol. Participou como enviada especial em eventos de grande importância local, como a sucessão presidencial do ditador Fidel Castro e seu irmão, atual presidente de Cuba, Raúl Castro. Por diversas vezes atuou também viajando ao Brasil e Argentina para cobertura de eleições ou acontecimentos de relevância jornalística.
Com mais de 20 anos de carreira, Darlington cobriu a morte do Hugo Chávez, ex-presidente da Venezuela e os furacões que devastaram o Caribe, em 2008. Desde 2011 é chefe da sucursal da CNN em São Paulo e Rio de Janeiro, atuando como correspondente em eventos na América Latina.
Desde 2011 é a chefe do escritório da CNN no Brasil.

## Brasil
Com a importância econômica após seu crescimento no começo do século XXI e a conquista de grandes eventos esportivos de alcance mundial, a CNN anunciou em 2011 que teria uma escritório no Brasil. Para atuação jornalística no país, Shasta foi escolhida para ser chefe da sucursal e desde 2012 é a correspondente da rede no país. Desde então participou de coberturas de ampla repercussão global, como as manifestações de 2013 e a Copa do Mundo de 2014. No mesmo ano, a jornalista fez parte da reportagem especial da rede de notícias acerca das eleições brasileiras acontecidas em outubro. Como debatedora, participou do programa Roda Viva, da TV Cultura, como convidada internacional.
Em 2015 a CNN anunciou que o escritório seria movido para Rio de Janeiro, base das Olimpíadas, como forma de aproximação dos fatos e atuação mais presente do evento esportivo. Com reportagens especiais, Shasta também fez matérias sobre o carnaval carioca e a criminalidade das favelas da cidade.